# Франсиско де Кеведо
Франсиско Гомес де Кеведо и Вилиегас (на испански: Francisco Gómez de Quevedo y Villegas) е испански писател. Той е смятан за най-значимия испански поет от епохата на барока и най-добрият сатирик в испанската литература.

## Биография
Франсиско де Кеведо е роден през 1580 г. в Мадрид в богато и известно благородническо семейство. Между 1596 и 1606 учи в университетите в Алкала де Енарес и Валядолид, като става известен с поезията си. Първите му стихове се появяват във „Flores de poetas ilustres“, антология, издадена от Педро де Еспиноса през 1605.
През 1613 г. Кеведо става съветник на Педро Телес-Хирон, херцог на Осуна, който по това време е испански вицекрал в Неапол. Участва активно в таен заговор, целящ свалянето на правителството на Венецианската република. След провала на заговора през 1621 г. той изпада в немилост пред новия крал Филип IV и неговия фаворит граф-херцог на Оливарес, като за кратко е под домашен арест.
През следващите години Франсиско де Кеведо се занимава главно с литературна дейност. Той става известен като привърженик на литературното течение концептизъм (на испански: conceptismo) и с яростните си нападки срещу съвременното му направление култеранизъм (на испански: culteranismo) и неговия най-известен представител Луис де Гонгора.
Кеведо води безкрайни съдебни дела с кастилския град Ла Торе де Хуан Абад, правата върху феодалните приходи от който притежава. Той е останал известен като грозен, куц и вечно носещ пенсне, което и днес се нарича quevedos на испански. Това не му пречи да участва в многобройни дуели по въпроси на честта, литературата или политиката. Известен е и със своя антисемитизъм и омраза към жените.
През 1639 г. Франсиско де Кеведо изпраща на краля анонимна поема, изпълнена с обвинения срещу Оливарес, но е разкрит и заточен в манастир, където остава до падането на Оливарес от власт през 1643 г. С разклатено здраве, той умира през 1645 г.